# Pyrofyllit
Pyrofyllit är fyllosilikatmineral som består av aluminiumsilikathydroxid: Al2Si4O10(OH)2. Det förekommer i två former: kristallin folia och kompakta massor; distinkta kristaller är inte kända. Utsätts den för värme delar den sig i tunnare blad och har därav fått sitt namn.
Bladen har en uttalad pärlglans, på grund av en perfekt spaltning parallellt med deras ytor. De är flexibla men inte elastiska och är vanligtvis anordnade radiellt i solfjäderliknande eller sfäriska grupper. Denna sort, när den värms upp, exfolierar och sväller upp till många gånger sin ursprungliga volym. Färgen på båda sorterna är vit, ljusgrön, gråaktig eller gulaktig. De är mycket mjuka (Mohs hårdhet 1,0 till 1,5) och är feta vid beröring. Den specifika vikten är 2,65–2,85. De två sorterna är alltså mycket lika talk.

## Förekomst
Pyrofyllit förekommer i stenar av fyllit och schistos, ofta tillsammans med kyanit, av vilken den är en altererad produkt. Det förekommer också som hydrotermiska avlagringar. Typiska associerade mineral är kyanit, andalusit, topas, glimmer och kvarts.
Pyrofyllit förekommer vid Horrsjöberget i Värmland, Västanå i Skåne och på Utö.
Avlagringar som innehåller välkristalliserat material finns i:
- Manuels, Newfoundland och Labrador, Kanada, talkliknande ljust vitt utseende, hög kvalitet, inga föroreningar; Deposition på 21 miljoner ton.
- Ryssland – blekgröna bladmassa, mycket lik talk till utseendet, finns i Beresovsk nära Jekaterinburg i Ural.
- St Niklas, Zermatt, Valais, Schweiz
- Vaastana, Kristianstad, Sverige
- Nära Ottrje, Ardennerna, Belgien
- Ibitiara, Bahia, Brasilien
- Nagano Prefecture, Japan
- Nära Ogilby, Imperial County vid Tres Cerritos, Mariposa County, och Champion-gruvan, White Mountains, Mono County, Kalifornien, USA
- Nära Quartzsite, La Paz County, Arizona, USA
- Stora fyndigheter i Deep River-regionen i North Carolina, USA
- Graves Mountain, Lincoln County, Georgia, USA

I Sydafrika förekommer stora fyndigheter av pyrofyllit i Ottosdalsregionen, där det bryts för produktion av en mängd olika tillverkade varor, och block brytes och marknadsförs som "Wonderstone" för snidning av skulpturer.

## Användning
Den kompakta varianten av pyrofyllit används till skifferpennor och skräddarkrita (fransk krita), och snidas av kineserna till små bilder och ornament av olika slag. Andra mjuka kompakta mineraler (steatit och pinit) som används för dessa kinesiska sniderier ingår i pyrofyllit under termerna agalmatolit och pagodit.
Pyrofyllit är lätt att bearbeta och har utmärkt termisk stabilitet, så det läggs till lera för att minska värmeutvidgningen vid bränning, men det har många andra industrianvändningar när det kombineras med andra föreningar, till exempel i insektsmedel och för att göra tegelstenar. Pyrofyllit används också i stor utsträckning i högtrycksexperiment, både som packningsmaterial och som trycköverförande medium.
Pyrofyllit kan också användas som ersättning för talk.